# Douglas Bush
John Nash Douglas Bush (né le 21 mars 1896 à Morrisburg au Canada  et mort le 2 mars 1983  à Boston Massachusetts) est un critique littéraire et historien de la littérature. Il a enseigné principalement à l'Université Harvard, où nombre de ses élèves sont devenus des universitaires notables ou écrivains comme Walter Jackson Bate, Neil Rudenstine (en), Paul Auster et Aharon Lichtenstein. Ses étudiants des années 1960 indiquent qu'il déclamait son cours en décasyllabes au point qu'il était difficile de distinguer les vers de Milton du commentaire qui suivait.
La critique textuelle de Bush sur Shakespeare et John Milton ont fait référence. Son English Literature in the Earlier Seventeenth Century reste une référence.
Il reçoit un doctorat de l'Université Harvard en 1923. En 1934, il reçoit une bourse Guggenheim.

### En tant qu'auteur
- (en) Mythology and the Romantic Tradition in English Poetry, Cambridge, Harvard University Press, 1937 (OCLC 55449294).
- (en) The Renaissance and English Humanism, 1939.
- (en) English Literature in the Earlier Seventeenth Century, 1600-1660, Oxford, Clarendon Press, coll. « Oxford History of English Literature », 1945 (lire en ligne).
- (en) Classical Influences in Renaissance Literature, Harvard University Press, coll. « Martin Classical Lectures » (no 13), 1952.
- (en) Prefaces to Renaissance Literature, 1965.
- (en) Engaged and Disengaged, 1966.
- (en) John Keats: His Life and Writings [« John Keats, sa vie, son œuvre »], Londres, Macmillan Publishers, 1966 (OCLC 59021871)

### En tant qu'éditeur
- (en) Douglas Bush (Introduction), John Keats, Selected Poems and Letters [« John Keats, poèmes choisis et correspondance »], Cambridge MA, Harvard University Press, 1959 (OCLC 276449).
- (en) John Milton, The Complete Poetical Works, 1965.
- (en) John Milton, A Variorum Commentary on the Poems of John Milton, t. I : The Latin and Greek Poems, New York, Columbia University Press, 1970.
- (en) A. S. P. Woodhouse et Douglas Bush, Variorum: The Minor English Poems, t. 2, New York, Columbia University Press, 1972.